# Stefan Jović
Stefan Jović, född 3 november 1990 i Niš, är en serbisk basketspelare. Han blev olympisk silvermedaljör i basket vid sommarspelen 2016 i Rio de Janeiro.